# 西班牙王不留行
王不留行（学名：Vaccaria），又稱西班牙王不留行（Vaccaria hispanica）、麦蓝菜，是石竹科王不留行屬的唯一種，为一年生草本植物。生長在排水良好的土壤及向陽處，分布于欧亚大陆的温带地区。莖直立，二叉分枝，珠高約60公分。綠葉狹長先端尖銳，為抱莖對生葉。花呈粉色至暗紫色，蒴果會開裂釋放褐黑色的種子。

## 用途
中國宮廷花園常種植，在中國用於調經、催乳及促進分娩。為上乘飼料，可提高乳牛產奶量，因此又名乳牛草，常在牧場種植。種子混在鳥食中有助其繁衍。

## 文献
- 世界藥用植物圖鑑 頁275，Lesley Bremness 著，貓頭鷹出版社 ISBN 978-986-7001-99-3
- Flora of Pakistan （页面存档备份，存于）

## 外部連結
- 王不留行 中藥材圖像數據庫  (香港浸會大學中醫藥學院) （中文）（英文）

## 延伸阅读
[在维基数据编辑]
 《欽定古今圖書集成·博物彙編·草木典·王不留行部》，出自陈梦雷《古今圖書集成》